# John Whitehead
Pour les articles homonymes, voir Whitehead.
 (octobre 2019).
Si vous disposez d'ouvrages ou d'articles de référence ou si vous connaissez des sites web de qualité traitant du thème abordé ici, merci de compléter l'article en donnant les références utiles à sa vérifiabilité et en les liant à la section « Notes et références ».
John Whitehead est un naturaliste et un explorateur britannique, né le 30 juin 1860 et mort le 2 juin 1899.

## Biographie
Whitehead voyage à Bornéo de 1885 à 1888 où il rassemble une collection de spécimens nouveaux pour la science, notamment l’eurylaime de Whitehead (Calyptomena whiteheadi). À son retour, il fait paraître The Explorations of Mount Kina-Balu, North Borneo en 1893. De 1893 à 1896, il explore les Philippines où il rassemble à nouveau une riche collection dont l’aigle des singes (Pithecophaga jefferyi) dont le nom d’espèce célèbre le prénom de son père. Il tente de revenir aux Philippines en 1899 mais il doit abandonner ce projet à cause de la guerre hispano-américaine. Il part alors explorer l’île d’Hainan où il meurt de fièvres.
C’est sans doute le climat de l’Écosse qui pousse John Whitehead (1860-1899) à passer deux hivers en Europe, le premier dans la région des Grisons en Suisse (1881) et le suivant en Corse (1882). Il chasse beaucoup à travers l’île et, de retour en Angleterre, montre ses prises à Richard Bowdler Sharpe (1847-1909) du British Museum. Celui-ci découvre que le jeune Whitehead a tiré un exemplaire d’une nouvelle espèce, un mâle de Sittelle corse (Sitta whiteheadi), puis une femelle. Dès le retour de la belle saison, il retourne en Corse bien décidé à tirer d’autres exemplaires de l’oiseau, ce qu’il fit mais en conservant secret le lieu exact de ses captures. Il fait paraître, en 1885, dans The Ibis, un article sur les oiseaux corses.
De retour en Angleterre, le piètre état de ses poumons l’incite à organiser un nouveau voyage. Il part en octobre 1884 dans le nord de Bornéo où il reste quatre années. Il revient dans son pays avec une riche collection d’animaux dont l’étude est confiée à divers spécialistes. Il signe, avec R. Bowdler Charpe, la partie consacrée aux oiseaux où sont décrites pas moins de 55 nouvelles espèces. Dès la parution de ce compte rendu, il prépare un nouveau voyage en 1893 aux Philippines. Il fait une nouvelle moisson d’espèces nouvelles dont l’un des plus rares rapaces du monde, l’aigle des singes (Pithecophaga jefferyi) que William Robert Ogilvie-Grant (1863-1924) dédie au père de J. Whitehead, Jeffrey Whitehead, qui avait contribué au financement de l’expédition. En 1898, il quitte les Philippines pour Hong Kong où il tente d’explorer l’intérieur du pays. Mais, les difficultés du voyage, les fièvres et la dysenterie l’affaiblissent considérablement et il meurt à quelques jours de son trente-neuvième anniversaire.